# Jarny
Jarny è un comune francese di 8 130 abitanti situato nel dipartimento della Meurthe e Mosella nella regione del Grand Est.

## Società

### Evoluzione demografica
Abitanti censiti

## Storia

### Simboli
La città di Jarny ha adottato negli anni '60 del Novecento lo stemma della famiglia de Gorcy, antichi signori del luogo, cambiando però lo smalto degli anelli da oro ad argento per distinguerlo da quello di Gorcy, vicino a Longwy, luogo di origine della famiglia.

### Onorificenze
- Croix de guerre 1914-1918